# Álsos
Álsos (Alsos) är en ort i Grekland.   Den ligger i prefekturen Nomós Achaḯas och regionen Västra Grekland, i den centrala delen av landet, 150 km väster om huvudstaden Aten. Álsos ligger 310 meter över havet och antalet invånare är 123.
Terrängen runt Álsos är kuperad åt nordost, men åt sydväst är den bergig. Runt Álsos är det ganska tätbefolkat, med 144 invånare per kvadratkilometer. Närmaste större samhälle är Aígio, 8,7 km öster om Álsos. 